# .25-45 Sharps
El 25-45 Sharps (6.35×45mm) es un cartucho de arma de fuego, metálico, diseñado por Michael H Blank, entonces gerente general de la Sharps Rifle Company, LLC, como calibre de caza capaz de abatir la mayoría de la fauna de caza mayor americana, en particular venados, berrendos, chanchos salvajes y coyotes. A diferencia del 300 AAC Blackout que se desarrolló específicamente para el mercado de los rifles provistos de supresores para luego ser aprovechado con fines cinegéticos, el .25-45 Sharps, es netamente un cartucho de caza.
Sin embargo, el .25-45 Sharps tiene el potencial necesario para aplicaciones tácticas, ya que excede las prestaciones balísticas del 5.56x45mm, igualando las prestaciones del.250-3000 Savage con proyectiles del mismo peso.